# Haflong
Haflong és una ciutat de l'Índia a Assam, capital del districte de North Cachar Hills. Està situada a 25° 11′ N, 93° 02′ E / 25.183°N,93.033°E a 513 metres d'altura a la serra de Barail. Al cens del 2001 consta amb una població de 35.906 habitants.
Fou declarada capital el 1896 en el lloc de Gunjong, a causa del fet que s'hi va establir el quarter de la secció de l'Assam-Bengal Railway. El 1901 la seva població estava propera als 1000 habitants (840 segons el cens).